# Aussichtsturm Erbeskopf
Der Aussichtsturm Erbeskopf (auch Erbeskopfturm genannt) ist ein 11 m hoher Aussichtsturm auf dem Erbeskopf (816,32 m ü. NHN), dem höchsten Berg im Hunsrück, im Landkreis Bernkastel-Wittlich und in Rheinland-Pfalz sowie der höchsten deutschen linksrheinischen Erhebung.

## Geographische Lage
Der Erbeskopfturm steht im Südwesten des Idarwaldes auf dem im Naturpark Saar-Hunsrück liegenden Erbeskopf, etwa 150 m südwestlich des Berggipfels. Er befindet sich im Gebiet der rund 6 km westlich auch im Landkreis Bernkastel-Wittlich gelegenen Ortsgemeinde Hilscheid.

## Beschreibung und Geschichte
Ursprünglich stand an der Stelle des heutigen Aussichtsturms ein vom Mosel-Hochwald-Hunsrückverein errichteter, am 8. September 1901 eingeweihter, 23 m hoher und aus Stein bestehender Kaiser-Wilhelm-Turm. Nach 60 Jahren wurde er wegen Militäransprüchen gesprengt.
1971 wurde knapp außerhalb eines militärischen Sperrgebietes der heutige Erbeskopfturm als Holzkonstruktion auf 6 m mal 6 m Grundfläche mit 3 Etagen und Plattformen und 11 m Turmhöhe errichtet, wovon die oberste als Hauptaussichtsplattform überdacht ist. Dort sind Metalltafeln mit Richtungs- und Entfernungsinformationen von Sichtzielen vorhanden.
Pläne eines weiteren Turm-Neubaus bestanden weiter, da der Holzturm nicht als Ersatz für den gesprengten Kaiser-Wilhelm-Turm akzeptiert wurde. Weil wegen der Radareinrichtungen auf dem Erbeskopf kein höherer Turm gebaut werden konnte, errichtete man 2011 im Rahmen der Neugestaltung des Gipfelbereichs rund 150 m nördlich des Erbeskopfturmes die begehbare Skulptur Windklang, die freie Fernblicke nach Westen und Norden ermöglicht.
2015/2016 konnte der sanierungsbedürftige Turm nicht mehr bestiegen werden, 2017 erfolgte eine Renovierung des Turmes.
Neben dem Erbeskopfturm befindet sich eine Wetterstation der Meteomedia AG.

## Aussichtsmöglichkeiten
Die Aussicht vom Erbeskopfturm umfasst besonders den Gipfelbereich mit den 2011 dort installierten Skulpturen Windklang und Gipfelköpfe der Region. Die Fernsicht ist durch Bäume teilweise eingeschränkt, besonders nach Westen und Osten. Bei klarem Wetter sind Fernblicke nach Norden zu Teilen der Eifel möglich. Nach dem Zurückschneiden der Vegetation südlich des Turms ergeben sich auch Ausblicke in diese Richtung über das Saar-Nahe-Bergland mit dem Schaumberg.   

## Verkehrsanbindung
Zu erreichen ist der Erbeskopfturm über die zwischen dem Erbeskopf und seinem Nachbarberg Kahlheid (766 m) von der Landesstraße 164 (verbindet die Bundesstraßen 327 im Westen und 269 und 422 im Osten) an der Hängenden Birke im Landkreis Birkenfeld abzweigenden Kreisstraße 50, die als Stichstraße im Landkreis Bernkastel-Wittlich in die K 121 übergeht. Nach ca. 2 km erreicht man einen Wanderparkplatz direkt neben dem Turm.